# Koen Smet
Koen Smet (* 9. August 1992 in Amsterdam) ist ein niederländischer Leichtathlet, der sich auf den Hürdensprint spezialisiert hat.

## Sportliche Laufbahn
Koen Smet trat erstmals 2010 in Wettkämpfen im Hürdenlauf gegen die nationale Konkurrenz an. 2011 belegte er den fünften Platz bei den Niederländischen Hallenmeisterschaften. Im Juli siegte er mit Bestzeit von 13,73 s bei den nationalen U20-Meisterschaften über 110 Meter Hürden, bei denen er auch bei den U20-Europameisterschaften in Tallinn an den Start ging. Dabei gelang es ihm in das Finale einzuziehen, das er allerdings nicht bestreiten konnte. 2012 gewann er Bronze bei den Niederländischen Hallenmeisterschaften, bevor er im Juni mit dem Gewinn der Goldmedaille erstmals Niederländischer Meister über 110 Meter Hürden wurde. 2013 qualifizierte sich Smet für die Halleneuropameisterschaften in Göteborg, schied dort allerdings bereits nach dem Vorlauf aus. Im Juli trat er bei den U23-Europameisterschaften in Tampere an und zog dabei in das Finale ein, in dem er mit Bestzeit von 13,58 s die Silbermedaille gewinnen konnte. Im Frühjahr 2014 trat er bei den Hallenweltmeisterschaften in Sopot an und schied dabei als Sechster seines Vorlaufes vorzeitig aus.
Erst 2018 gelang es Smet in der Folge sich mit den Hallenweltmeisterschaften in Birmingham wieder für internationale Meisterschaften qualifizieren zu können. Im Gegensatz zu seinen letzten Performance bei den Hallenmeisterschaften, vier Jahre zuvor, zog er diesmal in das Halbfinale ein und belegte darin den fünften Platz in seinem Lauf. Später im Mai stellte er in Belgien mit 13,53 s seine persönliche Bestzeit auf und qualifizierte sich damit auch für die Europameisterschaften in Berlin, bei denen er in das Halbfinale einziehen konnte. Anfang März 2021 trat Smet in Toruń zum zweiten Mal bei Halleneuropameisterschaften an und konnte diesmal in das Finale einziehen, das er auf dem siebten Platz beendete. 2022 trat er bei den Europameisterschaften in München an und erreichte das Halbfinale. Darin schied er anschließend allerdings mit der langsamsten Zeit all derer aus, die das Rennen beendeten.
Im Laufe seiner sportlichen Karriere siegte Smet bislang insgesamt 15 Mal bei Niederländischen Meisterschaften, sechs Mal in der Halle über 60 Meter (2014, 2017–2019, 2021–2022) und neun Mal in der Freiluft über 110 Meter Hürden (2012–2016, 2016–2018, 2021).

## Wichtige Wettbewerbe
| Jahr                    | Veranstaltung               | Ort                     | Platz                   | Disziplin               | Zeit                    |
| Startet für Niederlande | Startet für Niederlande     | Startet für Niederlande | Startet für Niederlande | Startet für Niederlande | Startet für Niederlande |
| ----------------------- | --------------------------- | ----------------------- | ----------------------- | ----------------------- | ----------------------- |
| 2011                    | U20-Europameisterschaften   | Tallinn                 | 8.                      | 110 m Hürden            | 13,92 s (Halbfinale)    |
| 2013                    | Halleneuropameisterschaften | Göteborg                | 21.                     | 60 m Hürden             | 7,86 s                  |
| 2013                    | U23-Europameisterschaften   | Tampere                 | 2.                      | 110 m Hürden            | 13,58 s                 |
| 2014                    | Hallenweltmeisterschaften   | Sopot                   | 22.                     | 60 m Hürden             | 7,80 s                  |
| 2018                    | Hallenweltmeisterschaften   | Birmingham              | 16.                     | 60 m Hürden             | 7,69 s                  |
| 2018                    | Europameisterschaften       | Berlin                  | 21.                     | 110 m Hürden            | 13,71 s                 |
| 2021                    | Halleneuropameisterschaften | Toruń                   | 7.                      | 60 m Hürden             | 7,73 s                  |
| 2022                    | Europameisterschaften       | München                 | 23.                     | 110 m Hürden            | 14,06 s                 |

## Persönliche Bestleistungen
Freiluft
- 110 m Hürden: 13,50 s, 6. Juni 2021, Hengelo

Halle
- 60 m Hürden: 7,65 s, 3. Februar 2018, Magglingen